# 紀念碑站
紀念碑站位在馬尼拉大都會加洛坎市，屬於馬尼拉輕軌1號線的車站，於1985年5月12日正式啟用。該車站以附近的滂尼發秀紀念碑為名，為加洛坎市南區交通服務。在2010年延伸段開通前，本車站是1號線的北端終點站。
2017年9月至2018年2月間曾經進行翻修工程，重新開幕後由山葉發動機冠名為山葉紀念碑站。

## 車站交通
該車站位於馬尼拉大都會交通樞紐地帶，眾多巴士和吉普尼透過紀念碑圓環的黎剎大道延伸段、薩姆松路和麥克阿瑟公路來往於馬尼拉、加洛坎市、馬拉翁、納沃塔斯與巴倫蘇埃拉等地。附近也緊鄰許多購物中心和學校，如勝利中央購物中心、輕軌加洛坎購物中心、馬尼拉中央大學、東加洛坎大學、聖加百列學院、菲律宾侨中学院加洛坎分校和加洛坎市科學高中。

## 車站結構
| 3樓  | 側式月台，車門由右側開啟 | 側式月台，車門由右側開啟                             |
| 3樓  | A月台                    | ← 1號線 小費爾南多·波因方向                          |
| 3樓  | B月台                    | → 1號線 桑托斯博士方向 →                             |
| 3樓  | 側式月台，車門由右側開啟 |                                                      |
| 2樓  | 車站大廳                 | 驗票閘門、售票亭、車站控制、商店、輕軌加洛坎購物中心 |
| 地面 | 街區                     | 勝利中央購物中心、輕軌加洛坎購物中心                 |